# اچ‌ام‌اس کنستانس (۱۸۴۶)
اچ‌ام‌اس کنستانس (۱۸۴۶) (به انگلیسی: HMS Constance (1846)) یک کشتی بود که طول آن ۱۸۰ فوت (۵۴٫۹ متر) بود. این کشتی در سال ۱۸۴۶ ساخته شد.